# UGC 5692
UGC 5692 (również DDO 82) – karłowata galaktyka nieregularna znajdująca się w gwiazdozbiorze Wielkiej Niedźwiedzicy w odległości około 13 milionów lat świetlnych. Galaktyka ta jest członkiem Grupy M81.
Galaktyka została sklasyfikowana jako typ Sm (magellaniczna galaktyka spiralna). Oznacza to podobieństwo do Wielkiego Obłoku Magellana, galaktyki karłowej posiadającej jedno ramię spiralne. Jednak oddziaływania grawitacyjne zaburzyły strukturę tej galaktyki na tyle wyraźnie, że określa się ją jako nieregularną.